# Biblioteka Narodowa Madagaskaru
Biblioteka Narodowa Madagaskaru – biblioteka narodowa w Republice Madagaskaru z siedzibą w Antananarywie w dzielnicy Ampefiloha.

## Historia
Początki istnienia biblioteki sięgają 1905 roku, gdy powstała Bibliothèque du Gouvernement Général. Pierwszym bibliotekarzem był Eugène Jaeglé, który jako bibliotekarz przygotowywał i wydawał tematyczne bibliografie dokumentów m.in. na temat rolnictwa, przemysłu czy handlu. Gromadził zdjęcia, dokumenty i wycinki dotyczące historii Madagaskaru. Przygotował trzy broszury (łącznie 329 stron) bibliografii Madagaskaru z lat 1905–1930, a w Bibliotece Narodowej Madagaskaru zachowało się około 100 albumów jego autorstwa ze zdjęciami i wycinkami. Siedzibą biblioteki była rezydencja Gubernatora kolonii, obecnie Palais d'Ambohitsorohitra.
Biblioteka uzyskała status narodowej w 1961 roku. Ponieważ posiada cenne zbiory z zakresu historii Madagaskaru z których korzystają badacze i studenci w 2017 roku rozpoczęto proces digitalizacji.

## Zbiory
Pierwsze rozporządzenie w sprawie egzemplarza obowiązkowego wydał 16 marca 1896 Hyppolyte Laroche stojący na czele Gouvernement Général i dotyczyło ono przekazywania gazet i czasopism. Do 1960 roku wydano kilka rozporządzeń. Egzemplarze obowiązkowe wydawnictw trafiały do działającej przy nim Bibliothèque du Gouvernement Général i do Biblioteki Narodowej Francji. Po odzyskaniu niepodległości ukazało się kilka aktów prawnych. Zgodnie z ustawą  nr 90-031 z dnia 21 grudnia 1990 roku obowiązek przekazywania egzemplarza spoczywa na drukarni, a z drugiej na wydawcy. Przekazują oni 6 egzemplarzy do Ministerstwa spraw Wewnętrznych, które zatrzymuje 2 kopie. Biblioteka Narodowa ma prawo do dwóch egzemplarzy obowiązkowych.
Zbiory biblioteki w 2011 roku liczyły 236 470 woluminów.